# Timbadgha
Timbadgha albo Tinbadgha (również Timbedgha arab. تنبدغة, fr. Timbédra) – miasto w południowo-wschodniej Mauretanii, w regionie Haud asz-Szarki (trzecie co do wielkości w tym regionie), siedziba administracyjna departamentu Timbadgha i gminy Timbadgha. W 2000 roku liczyło ok. 11,4 tys. mieszkańców.

## Historia
Miasto zostało założone w 1904 r. przez członków francuskiej rodziny, której głową był Ould Med Mahmoud.

## Geografia
Miasto położone jest w pobliżu granicy z Mali, 845 km na południowy wschód od Nawakszutu, ok. 280 km na zachód od Ujun al-Atrus i ok. 110 km na wschód od An-Nama.

## Transport
W pobliżu funkcjonują lotniska Timbadgha i Dahara. Miasto leży również przy trasie Route de l’Espoir.